# Kankalaba
 Kankalaba  là một tổng thuộc  Léraba (tỉnh) ở tây nam  Burkina Faso. Thủ phủ là thị xã Kankalaba. Theo điều tra dân số năm 1996, tổng này có tổng dân số 9.199 người.

## Các thị xã và làng xã
- Thị xã Kankalaba	(1 633 dân) (thủ phủ)
- Bougoula	(1 652 dân)
- Dagban	(1 854 dân)
- Dionso	(716 dân)
- Fassaladougou	(256 dân)
- Kaniagara	(849 dân)
- Kolasso	(1 210 dân)
- Niantono	(1 029 dân)